# Els Keezer

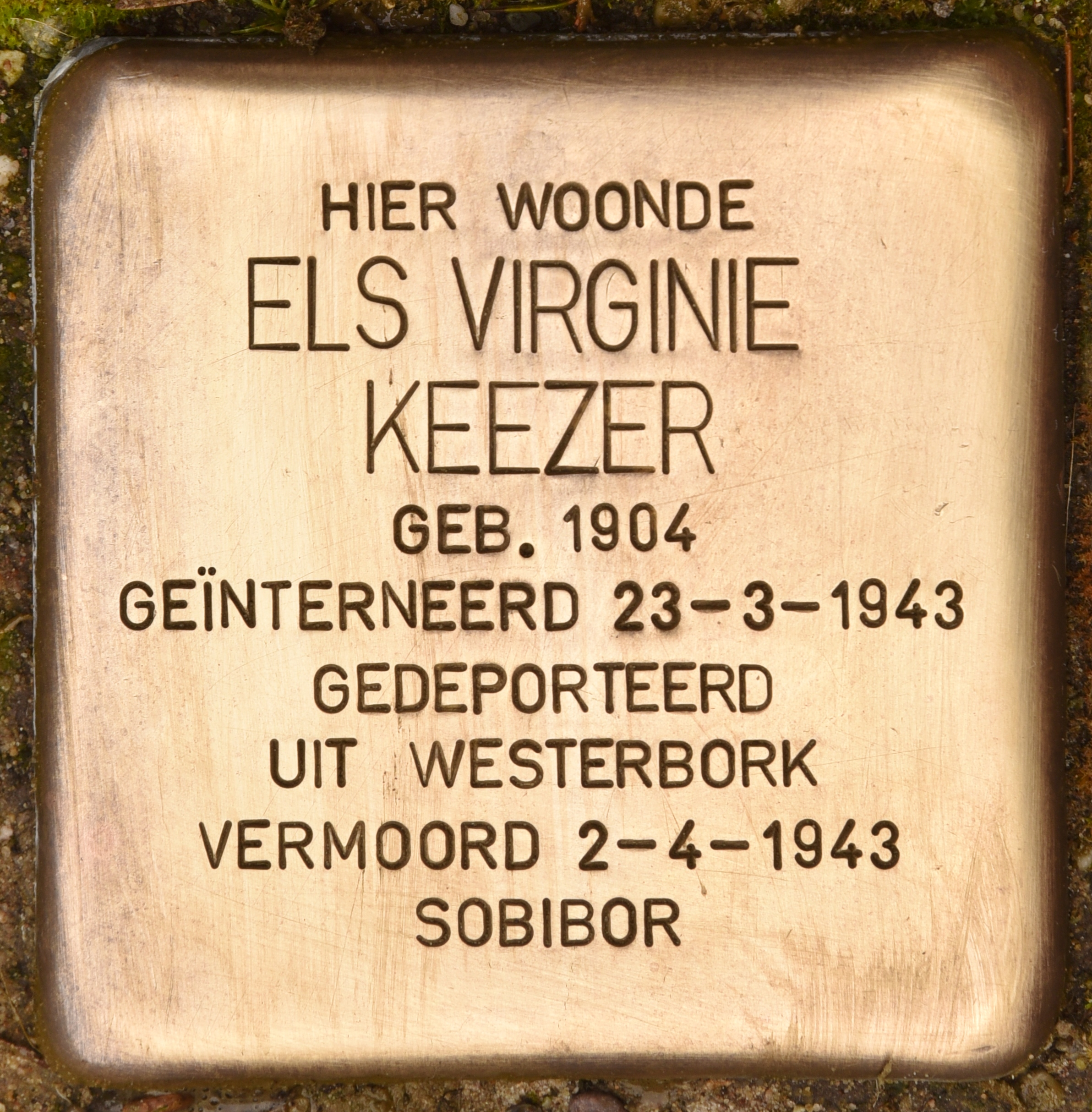
Stolperstein Keezer

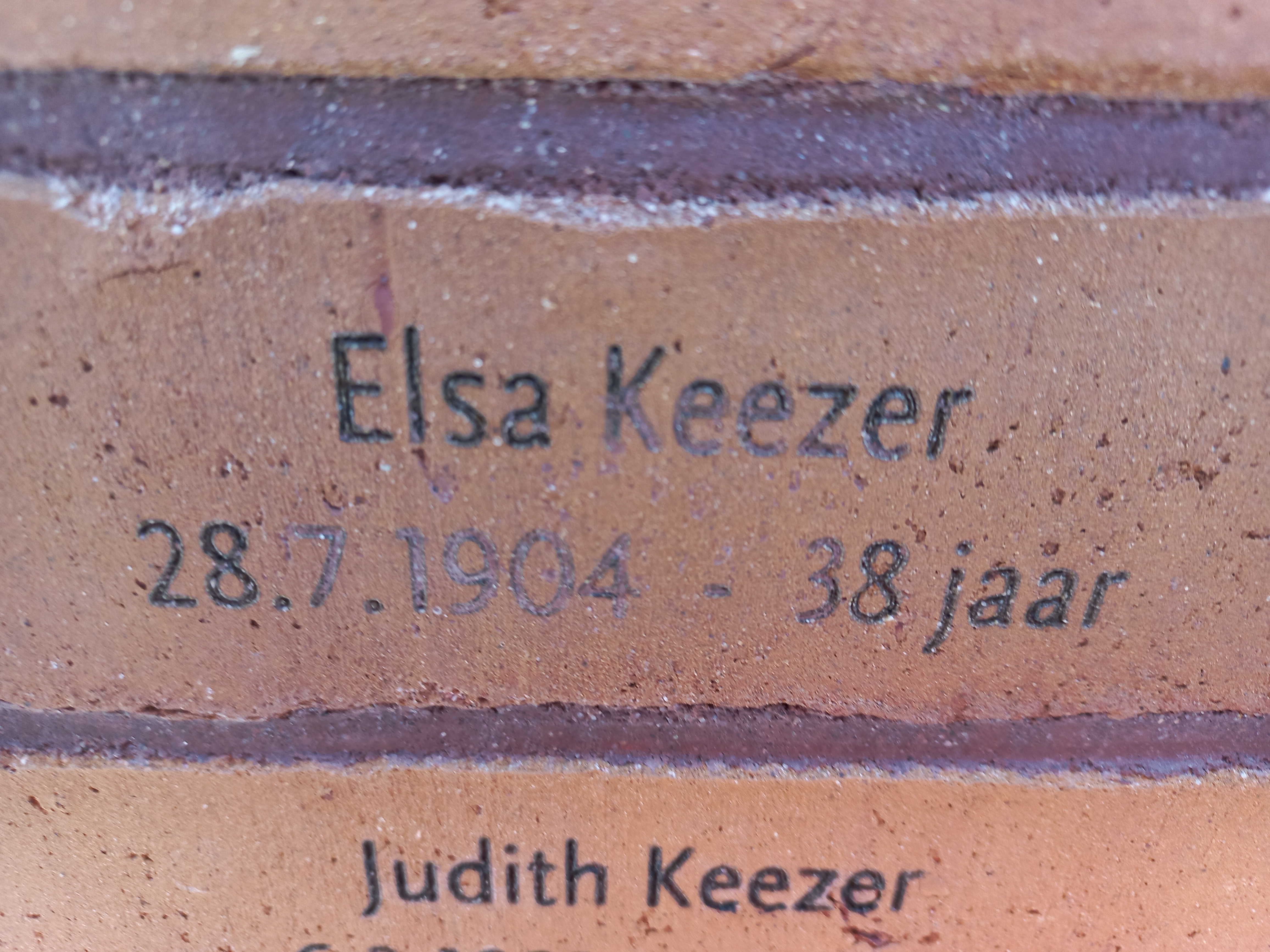
Steen in Holocaust namenmonument (mei 2024)

Elsa Virginie (Els) Keezer (Amsterdam, 28 juli 1904 – Sobibór, 2 april 1943) was een Nederlands danser en danspedagoge.
Ze was dochter van Virginie Slijper en antiquair Benjamin Keezer. Zelf bleef ze ongehuwd. Oudere broer Marcel Keezer (1903-1993) was actief in het verzet in en om Leiden, drager van het Verzetsherdenkingskruis en werkzaam in de kunsthandel aldaar. Jongere zus Ro Keezer (1905-2003) was illustratrice. Jongere zus Hermine Jeannette (Toussie) Keezer (1912-2005), was slechts één jaar actrice opgeleid aan de toneelschool en was de eerste vrouw van architect Hein Salomonson.
Zij was van origine gymnastieklerares en gaf al voor 1925 met Ruth Tobi gymnastieklessen met en zonder muziek in Bloemendaal (School voor Lichamelijke Opvoeding). Ze waren toen in het bezit van een diploma Loheland-Gymnastik van Louise Langaard en Hedwig von Rohden. Later werd het uitgebreid tot gymnastiek en dans (bewegingsspelen). In 1934 trad ze samen met Yoma Sasburg op in de Stadsschouwburg Haarlem, waarbij werd geconstateerd dat Keezer het voornamelijk van haar techniek moest hebben en Sasburg van de emotie. Een paar dagen daarna stond het duo in de Amsterdamse Bachzaal. Eind jaren dertig van de 20e eeuw verzorgde ze tevens de regie op het podium; ze was toen docente voor danskunst aan de Academie voor lichamelijke Opvoeding in Amsterdam. Het gaf een combinatie van bewegingskoor en zangkoor. In de lente van 1940 kon Keezer en bewegingskoor nog een tournee houden door Nederland; het bracht haar en haar gezelschap tot in de Koninklijke Schouwburg in Den Haag. Tot in september 1941 kon zij haar school voor dans en gymnastiek handhaven in de Jacob Obrechtstraat 65, Amsterdam. Daarna verdween ze compleet van de radar.
Nadat de arisering van de cultuursector in gang was gezet tijdens het naziregime dook ze onder. Ze werd toch ontdekt en via Kamp Westerbork (maart 1943) naar Sobibór gedeporteerd. Ze werd daar omgebracht. Haar familie overleefde de Tweede Wereldoorlog en zette in augustus 1945 een oproep voor contact. Daarna kwam ze zelden meer in het nieuws behalve bij vraaggesprekken met haar bekendste leerlingen Aart Verstegen, Coby Lankester en Kit Winkel.
De BBC maakte een documentaire over haar onder de titel My family, the Holocaust and me. 
Voor de deur van de Jacob Obrechtstraat 65 ligt een Stolperstein. Haar naam komt voor op het Holocaust Namenmonument aan de Weesperstraat, eveneens te Amsterdam. 